# Kameralamt Wiesensteig
Das Kameralamt Wiesensteig war eine Einrichtung des Königreichs Württemberg, die im Amtsbezirk Besitz und Einkommen des Staates verwaltete. Es bestand von 1806 bis 1843 in Wiesensteig. Das Kameralamt wurde im Rahmen der Neuordnung der Staatsfinanzverwaltung im Königreich Württemberg geschaffen.

## Geschichte
Durch Verordnung vom 6. Juni 1819 erhielt das Kameralamt Wiesensteig die Gefälle des Forstreviers Bissingen des Forstamts Kirchheim zugewiesen.
Im Jahr 1843 erfolgte die Auflösung des Kameralamts Wiesensteig. Der bisherige Amtsbezirk wurde unter die Kameralämter Geislingen, Göppingen und Kirchheim wie folgt aufgeteilt:
- an das Kameralamt Geislingen die Orte Deggingen, Ditzenbach, Drackenstein, Gosbach, Hohenstadt, Mühlhausen, Reichenbach, Westerheim, Wiesensteig, Forstrevier Wiesensteig,
- an das Kameralamt Göppingen die Orte Ganslosen und Gruibingen,
- an das Kameralamt Kirchheim unter Teck die Orte Hepsisau, Krebsstein, Neidlingen mit Domäne Randegg, Ochsenwang, Schopfloch mit Torfgrube, Domäne Hinterburg, Forstrevier Bissingen.